# Benfeld
Benfeld es una localidad y comuna francesa, situada en el departamento del Bajo Rin en la región de Alsacia.
Además, es el lugar de nacimiento de un famoso confitero francés, Christophe Felder.
La villa perteneció al Principado Obispado de Estrasburgo, desde 1537, los obispos la convirtieron en su principal fortaleza. Fue ocupada por las tropas suecas durante la guerra de los Treinta Años el 16 de septiembre de 1632, siendo devuelta al obispo el 20 de septiembre de 1650. En 1680 la ciudad junto con los demás territorios del obispado en la margen izquierda del Rin, fueron anexados a Francia por Luis XIV.